# Getreidemarktkaserne
Die Getreidemarktkaserne im 6. Wiener Gemeindebezirk bestand ursprünglich (ab 1732) aus einem Privathaus.
Nach der Auflösung der Stadtguardia durch Maria Theresia 1741 erhielten die Bürger der Stadt Wien die Möglichkeit, sich durch den Bau von Kasernen von der Einquartierungspflicht loszukaufen.
Am 5. April 1748 wurde nach der Genehmigung der vom Militäringenieur Donato Felice d’Allio ausgearbeiteten Pläne durch Maria Theresia und der Fertigstellung der Salzgrieskaserne mit dem Bau auf dem dem Theobaldkloster gehörigen Grundstück begonnen. Bezogen wurde die neue Kaserne auf dem Areal Rahlgasse 1, Gumpendorfer Straße 2–12, Theobaldgasse 1–7 und 2–10 sowie Königsklostergasse 2–4 am 25. September 1753.
Im Zuge der Kasernentransaktion wurde 1903 die Kaserne der k.u.k. Armee abgerissen und ein neues Stadtviertel angelegt, wobei auch die Theobaldgasse angelegt wurde.